# Abdulghaffár Chán
Abdulghaffár Chán (též Abdul Ghaffár Chán, Abdul Ghaffar Khan; 6. února 1890 - 20. ledna 1988) byl pákistánský paštunský vůdce a bojovník za nezávislost na britské koloniální nadvládě. Jako politický a duchovní vůdce byl známý svou nenásilnou pozicí a celoživotním pacifismem, kvůli němuž se mu přezdívalo i Pohraniční Gándhí. Byl věřícím muslimem a zastáncem hinduisticko-muslimského přátelství na indickém subkontinentu.V roce 1929 založil takzvané Červené košile, antikoloniální nenásilné hnutí odporu, proti kterému pak Britové tvrdě zakročili.
Chán nesouhlasil s návrhem na rozdělení Indie mezi hinduistickou Indii a muslimský Pákistán, a proto podporoval Indický národní kongres a Všeindickou muslimskou konferenci proti Muslimské lize, jež chtěla rozdělení. Když Indický národní kongres bez konzultace s Abdulghaffárem Chánem a jeho spojenci neochotně přijal plán rozdělení, cítil se Chán zrazen a řekl vůdcům Kongresu „předhodili jste nás vlkům“. V červnu 1947 s dalšími vůdci Červených košilí vydali rezoluci požadující, aby etničtí Paštunové dostali možnost vytvořit si nezávislý stát Paštunistán, který měl zahrnovat všechna paštunská území Britské Indie. Britové však odmítli vyhovět. V reakci na to Abdulghaffár Chán a jeho starší bratr Abduldžabbar Chán bojkotovali referendum z roku 1947 o tom, zda by měl jejich region být sloučen s Indií nebo Pákistánem, protože prý paštunská většina nedostala volbu osamostatnit se nebo se připojit k sousednímu Afghánistánu.
Poté, co Britové dne 14. srpna 1947 Indii rozdělili, Chán slíbil věrnost nově vytvořenému pákistánskému národu a zůstal na pákistánském území; byl pak v letech 1948 až 1954 často pákistánskou vládou zatýkán a vězněn. V roce 1956 byl zatčen za odpor proti vládnímu programu One Unit, podle něhož měly být sloučeny všechny provincie Západního Pákistánu do jedné jednotky, jež by tak vyvážila někdejší Východní Pákistán (dnešní Bangladéš). Chán byl vězněn nebo v exilu po většinu šedesátých a sedmdesátých let. Po své smrti v Péšávaru v domácím vězení roku 1988 byl podle svého přání pohřben ve svém domě v Džalálábádu v Afghánistánu. Jeho pohřbu se účastnily desítky tisíc truchlících, kteří šli Chajbarským průsmykem z Péšávaru do Džalálábádu. Událost poznamenaly dva bombové útoky, které zabily 15 lidí. Navzdory tehdejším těžkým bojům sovětsko-afghánské války obě strany, sovětsko-afghánská vládní koalice i afghánští mudžahedíni, vyhlásili příměří, aby umožnili Chánův pohřeb.